# 瓦拉日丁縣
瓦拉日丁縣是克羅地亞的一個縣，位於該國北部，西鄰斯洛文尼亞。面積1,261平方公里，2001年人口184,769。首府瓦拉日丁。
下分六市、廿二鎮。縣議會有41席。